# Skylight
Skylight — бизнес-центр по адресу Ленинградский проспект, 39, в Москве. Состоит из двух зданий, объединённых пятиэтажной стилобатной частью. Создан по архитектурному проекту Алексея Воронцова, строительство осуществляла компания ГАЛС Девелопмент. Обе башни имеют одинаковую высоту 109 метров и при этом функционально друг от друга не зависимы.
Арендатором всей башни «А» является VK на срок 10 лет. На сегодняшний день среди арендаторов бизнес-центра такие компании, как INLINE Technologies, Stryker, Messe Frankfurt Rus, конструкторское бюро «ВИПС», «Стройтрансгаз», торговое представительство SINOPEC International, страховая компания «АРСЕНАЛЪ» и другие.
Также в центре расположено отделение банка на первом этаже, терминалы оплаты, имеется два ресторана, кафе, флористический салон, фитнес-центр и магазины.

## Технические характеристики
Общая площадь центра 111 000 м², 27 надземных и 5 подземных этажей. Площадь башни «А» — 31 000 м², подземная площадь — 18 987 м². Площадь башни «Б» — 31 024 м², подземная площадь — 18 960 м². Высота потолков — 3,6 метра. Тепловая нагрузка — 5,962 Гкал/час.
Панорамное остекление фасада. В каждом здании установлены лифты ThyssenKrupp — по 6 пассажирских и по 1 грузопассажирскому с грузоподъёмностью 1,6 тонны, и по 2 лифта в подземной части. Приточно-вытяжная система вентиляции, центральная система кондиционирования и противодымная вентиляция, спринклерное пожаротушение.

## В искусстве
- Фильм «Чёрная роза»[17]
- Клип на песню МакSим — «Другая реальность». www.youtube.com. Дата обращения: 11 августа 2019.[18]